# Plaça de l'Almoina

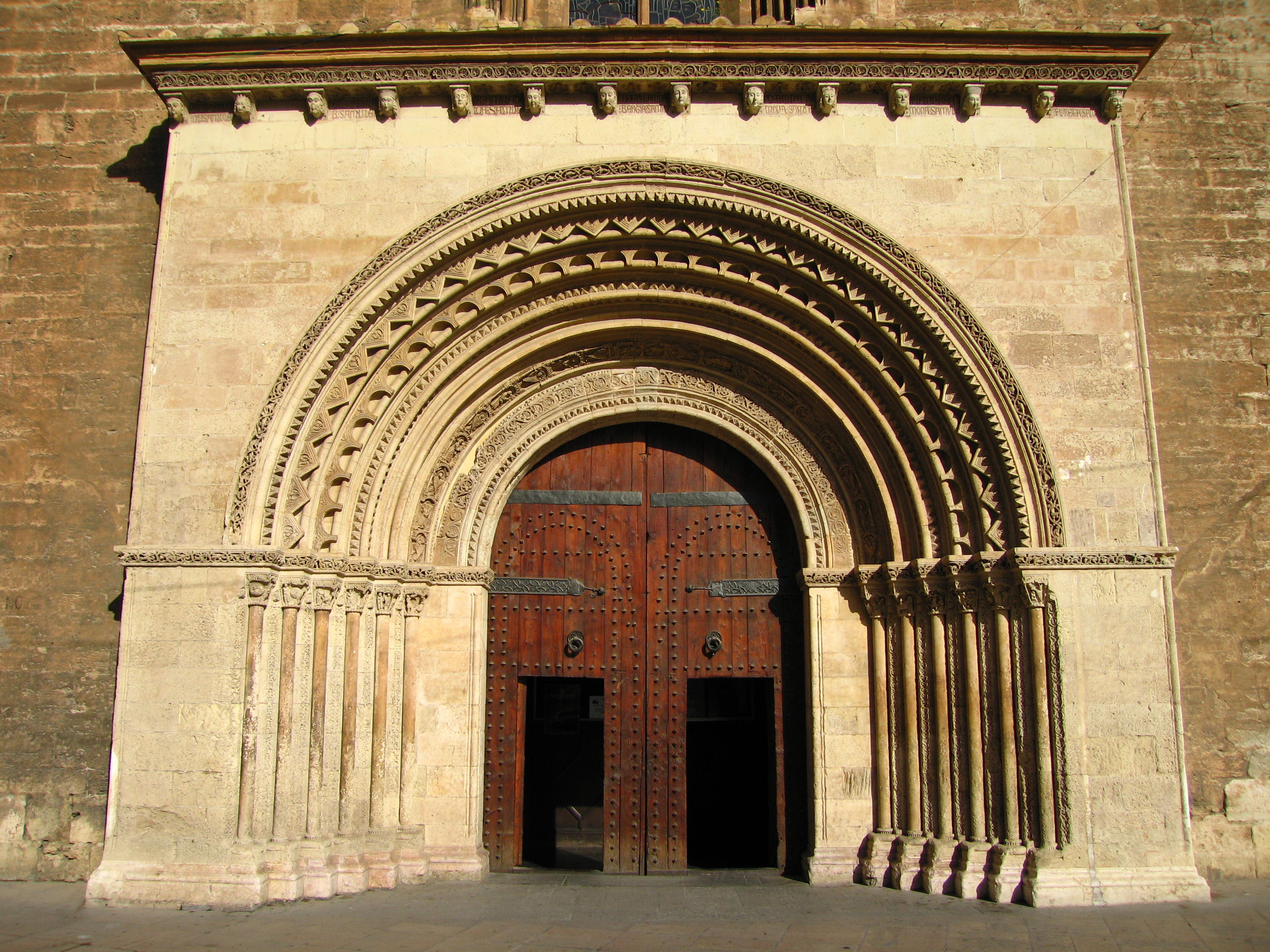
l'Entrada de la catedral a la plaça de l'Almoina.

La Plaça de l'Almoina és una plaça situada al barri de la Seu a la ciutat de València. Es troba al cor de la ciutat vella, i és considerada la més antiga de la capital. Rep el nom d'Almoina per l'edifici homònim avui en dia desaparegut i convertit en el Centre Arqueològic de l'Almoina. La plaça ostenta el Palau arquebisbal, la basílica i la catedral.
Fou plaça major de la ciutat romana, on se situava el fòrum. Allí es construí la primera basílica visigòtica, convertida després en mesquita i posteriorment renovat com a temple cristià.
Després de la Reconquesta rebé el nom de plaça de la Fruita i plaça de la Llenya, pels mercats que s'hi celebraven.